# Cattedrali (album)
Cattedrali è un album della cantante italiana Antonella Ruggiero, pubblicato il 13 novembre 2015 dalla Liberamusic e distribuito dalla Sony Music.

## Il disco
L'album è stato registrato in sedute diverse nella Cattedrale di Cremona, incluso il concerto del 24 Ottobre 2014. In prevalenza vi sono brani eseguiti in voce ed organo, organo suonato dal Maestro Fausto Caporali, ad eccezione di alcuni brani che vedono la partecipazione straordinaria del Coro della Cattedrale di Cremona e del Quartetto d'archi Bazzini.

## Tracce
1. Ave Maris Stella I – 6:06 (Mark Thomas)
2. Ave Maria – 2:22 (Giulio Caccini)
3. Pie Jesu – 3:33 (Gabriel Fauré)
4. O Sanctissima – 2:38 (Tradizionale)
5. Deus ti salvet Maria – 4:20 (Tradizionale)
6. Introduzione a De Andrè – 0:27 (Fausto Caporali)
7. Ave Maria II – 3:49 (Fabrizio De André)
8. Ave Maria III – 6:28 (Franz Biebl)
9. Panis Angelicus – 3:55 (César Franck)
10. Ave Maris Stella II – 4:54 (Christopher Weirich)
11. Introduzione a Gounod – 0:55 (Fausto Caporali)
12. Ave Maria IV – 3:07 (Charles Gounod)
13. Introduzione a Ramirez – 1:03 (Fausto Caporali)
14. Misa Criolla: Kirie – 4:54 (Ariel Ramírez)
15. Misa Criolla: Agnus Dei – 3:49 (Ariel Ramirez)
16. Ave Maria V – 4:25 (Franz Schubert)
17. Corale Cantico – 2:53 (Roberto Colombo, Antonella Ruggiero, Daniele Fossati)

## Classifiche
| Classifica (2015) | Posizione massima |
| ----------------- | ----------------- |
| Italia            | 69                |